# Канвыонг
Восстание Канвыонг (вьет. Phong trào Cần Vương, тьы-ном 風潮勤王, букв. движение в помощь королю) — крупномасштабное революционно-националистическое движение сопротивления вьетнамских повстанцев в Протекторате Аннам в период между 1885 и 1889 годами против французского колониального господства. Очаги сопротивления сохранялись до 1896 года.

## История
Целью восстания было изгнать французов и сделать ребёнка-императора Хам Нги правителем независимого Вьетнама. Движение не было единой национальной структурой и состояло в основном из сил под контролем региональных лидеров, которые нападали на французские войска в своих провинциях.
Движение первоначально имело широкий размах, так как французских гарнизонов в Аннаме было всего несколько, но стало терпеть поражения после того, как французы оправились от внезапного мятежа и ввели в Аннам войска со своих баз в Тонкине и Кохинхине. В сентябре 1885 года французы  объявили Хам Нги низложенным и возвели на императорский трон его брата — императора Донг Кханя. Хам Нги вместе с Тон Тхат Тхюетом ушёл в горы и джунгли Лаоса, чтобы там вести партизанскую войну против французов. Восстание в Аннаме распространилось и начало разрастаться 1886 году, достигнув своего апогея в следующем году, и постепенно стало затухать к 1889 году.
Указом от 17 октября 1887 года все французские владения в Индокитае были объединены в единый Индокитайский Союз. Окончательно восстание считается завершённым с ликавидацией последних очагов сопротивления в 1896 году.